# Зимова першість України з футболу 2014 року серед жіночих команд
Зимова першість України з футболу 2014 року серед жіночих команд — 3-тя зимова першість України серед жінок. Матчі проходили в критому спорткомплексі «Іллічівець» у Маріуполі. Переможцем турніру стала харківська команда «Житлобуд-1», яка в фіналі перемогла донецьку «Донеччанку». Бронзові нагороди завоювали гравчині команди-господаря, маріупольської «Іллічівки».

## Учасники
Спочатку для участі в турнірі заявилися 9 команд: «Житлобуд-1» (Харків), «Родина-Ліцей» (Костопіль), «Атекс-СДЮШОР-16» (Київ), «Легенда-ШВСМ» (Чернігів), «Іллічівка» (Маріуполь), «Медик» (Моршин), «Донеччанка» (Донецьк), «Житлобуд-2» (Харків) та «Ятрань-Базис» (Уманський р-н), які повинні були виступати в трьох групах по три команди. За тиждень до старту стало відомо, що «Легенда-ШВСМ» відмовилася від участі через фінансові труднощі, а моршинську команду в турнірі мала замінити одеська «Чорноморочка», але й вона в підсумку відмовилася від участі.
| Клуб             | Місто                         |
| ---------------- | ----------------------------- |
| Атекс-СДЮШОР №16 | Київ                          |
| Житлобуд-1       | Харків                        |
| Житлобуд-2       | Харків                        |
| Іллічівка        | Маріуполь                     |
| Родина-Ліцей     | Костопіль, Рівненська область |
| ЦПОР-Донеччанка  | Донецьк                       |
| Ятрань-Базис     | Уманський район               |

## Перший етап
На першому етапі 7 команд-учасниць були розділені на 2 групи. По завершенні групового етапу переможці груп зустрілися в півфіналах з другими командами інших груп, переможці яких зіграли в фінальному матчі. Невдахи групового етапу й півфіналів розіграли в плей-оф місця з 3-о по 6-е.

### Група А
| 1 | Житлобуд-1       | ~   | 3:1 | 10:0 |     | 3 | 3 | 0 | 0 | 22 — 1 | 9 |
| 2 | Іллічівка        |     | ~   |      | 2:0 | 3 | 2 | 0 | 1 | 6 — 4  | 6 |
| 3 | Родина-Ліцей     |     | 1:3 | ~    | 5:0 | 3 | 1 | 0 | 2 | 6 — 13 | 3 |
| 4 | Атекс-СДЮШОР №16 | 0:9 |     |      | ~   | 3 | 0 | 0 | 3 | 0 — 16 | 0 |

### Група Б
| 1 | ЦПОР-Донеччанка | ~   | 1:0 |     | 2 | 2 | 0 | 0 | 4 — 1 | 6 |
| 2 | Житлобуд-2      |     | ~   | 0:0 | 2 | 0 | 1 | 1 | 0 — 1 | 1 |
| 3 | Ятрань-Базис    | 1:3 |     | ~   | 2 | 0 | 1 | 1 | 1 — 3 | 1 |

## Матчі плей-оф

### 1/2 фіналу
| 1/2 фіналу 27.02.2014 | «Житлобуд-1» | 1:0 | Житлобуд-2         | Маріуполь                                                                  |  |
| 8:30 EET (UTC+3) |              |     | Марія Тихонова 20' | Стадіон: СК «Іллічівець» Глядачі: 50 Суддя: Володимир Тимофєєв (Маріуполь) |  |
| Саніна (к), Денисенко (Малахова, 48), Аполлоніна, Масальська, Котик, Знайденова, Єременко, Тихонова, Нестеренко, Денисенко, Овдійчук Фомченко, Кравчук, Подольська, Соколовська, Ольховська, Андрухів, Левицька, Кітаєва, Коломієць, Воронова (Цибіна, 44; Ковтун, 63), Калініна (к) |              |     |                    |                                                                            |  |

| 1/2 фіналу 28.02.2013 | ЦПОР-Донеччанка    | 1:0 | Іллічівка | Маріуполь                                                          |  |
| 10:30 EET (UTC+3) | Ганна Вороніна 34' |     |           | Стадіон: СК «Іллічівець» Глядачі: 80 Суддя: Наталія Мамчур (Рівне) |  |
| Говорунова, Прийма, Папайло, Клавдієнко, Авдєєва (к), Вороніна, Ішутіна (Крючкова, 73), Вороніна, Майбородіна, Ковтун, Лашко (Будаєва, 57) Цуканова, Полухіна, Душеіна, Норик, Назаренко (к), Салай, Загуменна, Радзієвська, Земляна, Крадожон (Винокурова, 49), Кулавковська (Петрик, 39) |                    |     |           |                                                                    |  |

### Матч за 5-е місце
| 28.02.2013 | Родина-Ліцей | 0:1 | Ятрань-Базис            | Маріуполь                                                             |  |
| 12:30 EET (UTC+3) |              |     | Анастасія Скориніна 34' | Стадіон: СК «Іллічівець» Глядачі: 100 Суддя: Ольга Литвиненко (Шпола) |  |
| Чорна (Герасимчук, 70), Пазюк, Віхоть, Буднік (к), Мушин (Канарська, 60), Остапчук, Головач, Сардачук, Шевчук, Худа, Корнійчук (Глуха, 60) Затушевська, Боярова, Скориніна (к), Музика, Хачатрян, Малідзе (Комар, 66), Схіртладзе, Сукач (Матвієнко, 41), Дичко, Зуєва (Горда, 80+2), Випасняк |              |     |                         |                                                                       |  |

### Матч за 3-е місце
| 01.03.2014 | «Іллічівка» | 0:0 (4:3 пен.)                                                                                             | Житлобуд-2 | Маріуполь                                                           |  |
| 9:00 EET (UTC+3) |             | |            | Стадіон: СК «Іллічівець» Глядачі: 150 Суддя: Наталія Мамчур (Рівне) |  |
| |             | Пенальті                                                                                                   |            |                                                                     |  |
| Марія Душеіна · Інна Назаренко · Поліна Полухіна · Анна Петрик · Наталія Радзієвська · Юлія Зозуля |             | Вікторія Рапа · Валерія Ольховська · Ірина Подольська · Ірина Коломієць · Яна Калініна · Вероніка Андрухів |            |                                                                     |  |
| Цуканова, Полухіна, Душеіна, Норик, Назаренко (к), Салай, Загуменна, Радзієвська, Земляна (Зозуля, 79), колеснік (Винокурова, 58; Клімова, 80+2), Кайдаловська (Петрик, 36) Фомченко, Кравчук, Подольська, Соколовська, Ольховська (Ковтун, 73), Андрухів, Левицька, Кітаєва, Коломієць, Воронова (Рапа, 20), Калініна (к) |             | |            |                                                                     |  |

### Фінал
| 01.03.2014 | ЦПОР-Донеччанка    | 1:4 | Житлобуд-1                                                             | Маріуполь                                                             |  |
| 11:00 EET (UTC+3) | Ганна Вороніна 62' |     | 1', 65' (пен.) Марія Тихонова 56' Ольга Овдійчук 71' Таїсія Нестеренко | Стадіон: СК «Іллічівець» Глядачі: 200 Суддя: Ольга Литвиненко (Шпола) |  |
| Говорунова, Прийма, Папайло, Клавдієнко (Лебединська, 80), Авдєєва (к), Вороніна, Ішутіна (Крючкова, 70), Вороніна, Майбородіна (Соломаха, 75), Ковтун, Лашко (Будаєва, 37) Саніна (к) (Подкуйко, 76), Денисенко, Костюченко, Масальська (Аполлоніна, 68), Котик (Пожарська, 74), Знайденова, Єременко (Пасікашвілі, 80), Тихонова (Денисенко, 78), Нестеренко, Овдійчук (Малахова, 80+1), Чічінадзе (Свергун, 59) |                    |     |                                                                        |                                                                       |  |

## Найкращі бомбардири
| # | Футболіст            | Команда          | Голи (пен.) | Матчі |
| - | -------------------- | ---------------- | ----------- | ----- |
| 1 | Марія Тихонова       | Житлобуд-1       | 8 (2)       | 5     |
| 2 | Лела Чічіналзе       | Житлобуд-1       | 5           | 4     |
| 3 | Таїсія Нестеренко    | Житлобуд-1       | 4           | 4     |
| 4 | Ольга Овдійчук       | Житлобуд-1       | 4           | 5     |
| 5 | Вікторія Головач     | Родина-Ліцей     | 3           | 4     |
| 6 | Ганна Вороніна       | ЦПОР-Донеччанка  | 3 (1)       | 4     |
| 7 | Єлізавета Костюченко | Житлобуд-1       | 2           | 4     |
| 8 | Альона Кордиш        | Атекс-СДЮШОР №16 | 2           | 3     |

## Лауреати турніру
ФФУ нагородила учасників турніру індивідуальними призами:
- Найкращий воротар — Людмила Цуканова («Іллічівка», Маріуполь)
- Найкращий захисник — Ірина Подольська («Житлобуд-2», Харків)
- Найкращий півзахисник — Оксана Знайденова («Житлобуд-1», Харків)
- Найкращий нападник — Ганна Вороніна («ЦПОР-Донеччанка», Донецьк)
- Найкращий бомбардир — Марія Тихонова («Житлобуд-1», Харків)